# مارك إر ديبول
مارك ريتشارد ديبول (بالإنجليزية: Mark R. Dybul)‏ (ولد في 23 سبتمبر 1963) هو دبلوماسي وطبيب وباحث في الطب أمريكي شغل منصب منسقًا عالميًا لمكافحة الإيدز في الولايات المتحدة بين عامي 2006 و2009 ومنصب المدير التنفيذي للصندوق العالمي لمكافحة الإيدز والسل والملاريا من عام 2012 حتى عام 2017. ديبول مثلي الجنس علنا وهو متزوج من زوجه جيسون كلير.

## النشأة والتعليم
ولد مارك ديبول في 23 سبتمبر 1963 وحصل على شهادة بكالوريوس الآداب في عام 1985 ودكتوراه في الطب في عام 1992 من جامعة جورجتاون، وأكمل إقامته في الطب الباطني في مستشفيات جامعة شيكاغو (1995) وزمالة في الأمراض المعدية في المعهد الوطني للحساسية والأمراض المعدية (1998).

## البحوث الطبية والسريرية
غطت الاهتمامات البحثية العلمية والسريرية لديبول مجالات علم الأحياء الجزيئي وعلم الأحياء الدقيقة وعلم الفيروسات وعلم الأدوية وخاصة الأمراض المعدية. ونشر مقالات مع زملاؤه في هذه المجالات، وتحدث في المؤتمرات الطبية حول الأمراض المعدية.

## المسار المهني

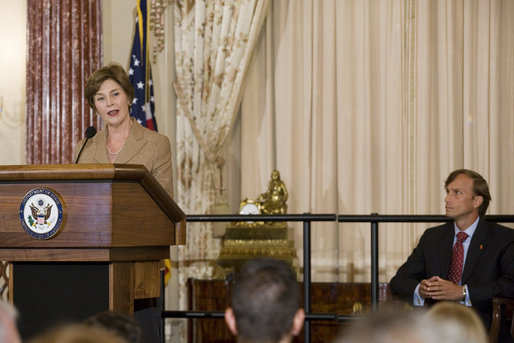
مارك ر. ديبول مع لورا بوش أثناء أداء اليمين في 10 أكتوبر 2006

بدأ ديبول حياته المهنية بالعمل مع مرضى الإيدز في سان فرانسيسكو، كاليفورنيا. وتم تعيينه في رئاسة جورج بوش الابن منسقًا عالميًا لمكافحة الإيدز في الولايات المتحدة، حيث قاد تنفيذ خطة الرئيس الطارئة للإغاثة من الإيدز من عام 2006 إلى عام 2009. وهو أول سفير مثلي أمريكي بدرجة مساعد وزير الخارجية.
طُلب من ديبول البقاء مؤقتًا خلال الفترة الانتقالية لرئاسة باراك أوباما، لكن طُلب منه الاستقالة بعد تغيير الإدارة، لأنه كان معينًا سياسيًا من إدارة بوش. وتم تعيينه في 15 نوفمبر 2012 المدير التنفيذي التالي للصندوق العالمي لمكافحة الإيدز والسل والملاريا. قوبل اختياره كمدير تنفيذي من قبل مجلس الصندوق العالمي خلال اجتماعه الثامن والعشرين في جنيف بإشادة كل من الجهات المانحة ومجتمع التنمية. وصف رئيس مجموعة البنك الدولي جيم يونغ كيم تعيين ديبول بأنه «خيار رائع لدور مهم». قال ديبول في مقابلة نشرت في النشرة الإخبارية الرقمية للصندوق العالمي إن دوره كرئيس جديد للصندوق العالمي «سيكون الحفاظ على المسار التقدمي القوي للصندوق من أجل إنهاء الأمراض الثلاثة». تولى منصب رئيس الصندوق العالمي في فبراير 2013.
ديبول أستاذ في قسم الطب بالمركز الطبي بجامعة جورج تاون وهو المدير المشارك لمركز الممارسات الصحية العالمية والتأثير. كما يعتبر عضوا في لجنة أعضاء هيئة التدريس بمبادرات الصحة العالمية. عمل ديبول من عام 2020 حتى عام 2022 كعضو في الهيئة المستقلة للتأهب والاستجابة للأوبئة وهي مجموعة مستقلة تدرس كيفية تعامل منظمة الصحة العالمية والبلدان مع جائحة فيروس كورونا برئاسة مشتركة لهيلين كلارك وإلين جونسون سيرليف. وكان عضوا في اللجنة العلمية رفيعة المستوى في التحضير لقمة الصحة العالمية التي تستضيفها المفوضية الأوروبية ومجموعة العشرين في مايو 2021.

## فعل الخير
يعمل ديبول في مجالس إدارة «ملاريا نو مور» (بالإنجليزية: Malaria No More)‏، و«مؤسسة إليزابيت غلايزر للإيدز للأطفال» (بالإنجليزية: Elizabeth Glaser Pediatric AIDS Foundation)‏، و«مؤسسة صندوق استثمار الأطفال» (بالإنجليزية: The Children's Investment Fund Foundation)‏، و«تحالف الأعمال الدولي من أجل الصحة» (بالإنجليزية: Global Business Coalition for Health)‏، و«معهد أونيل التابع لجامعة جورج تاون لقانون الصحة الوطني والعالمي» (بالإنجليزية: Georgetown University's O'Neill Institute for National and Global Health Law)‏، و«مؤسسة أكورديا العالمية للصحة» (بالإنجليزية: Accordia Global Health Foundation)‏، و«علوم الإدارة للصحة» (بالإنجليزية: Management Sciences for Health)‏. وهو عضو في مجالس إدارة «مؤسسة إلتون جون للإيدز» (بالإنجليزية: Elton John AIDS Foundation)‏ و«بيغ وين فيلانتروبي» (بالإنجليزية: Big Win Philanthropy)‏ و«إنوكيان بايوساينسز» (بالإنجليزية: Enochian Biosciences)‏.

## الحياة الشخصية
ديبول مثلي الجنس علنا وهو متزوج من رجل يدعى جيسون كلير.